# Королевская библиотека (Варшава)
Королевская библиотека (пол. Biblioteka Królewska) — частная придворная библиотека последнего польского короля Станислава Августа Понятовского.

## История основания библиотеки
Библиотека была основана в 1764 году после заселения в Королевский замок в Варшаве новоизбранного короля Станислава Августа Понятовского. Библиотека была основана на базе частных собраний Понятовского и закупленных им других частных книжных собраний.

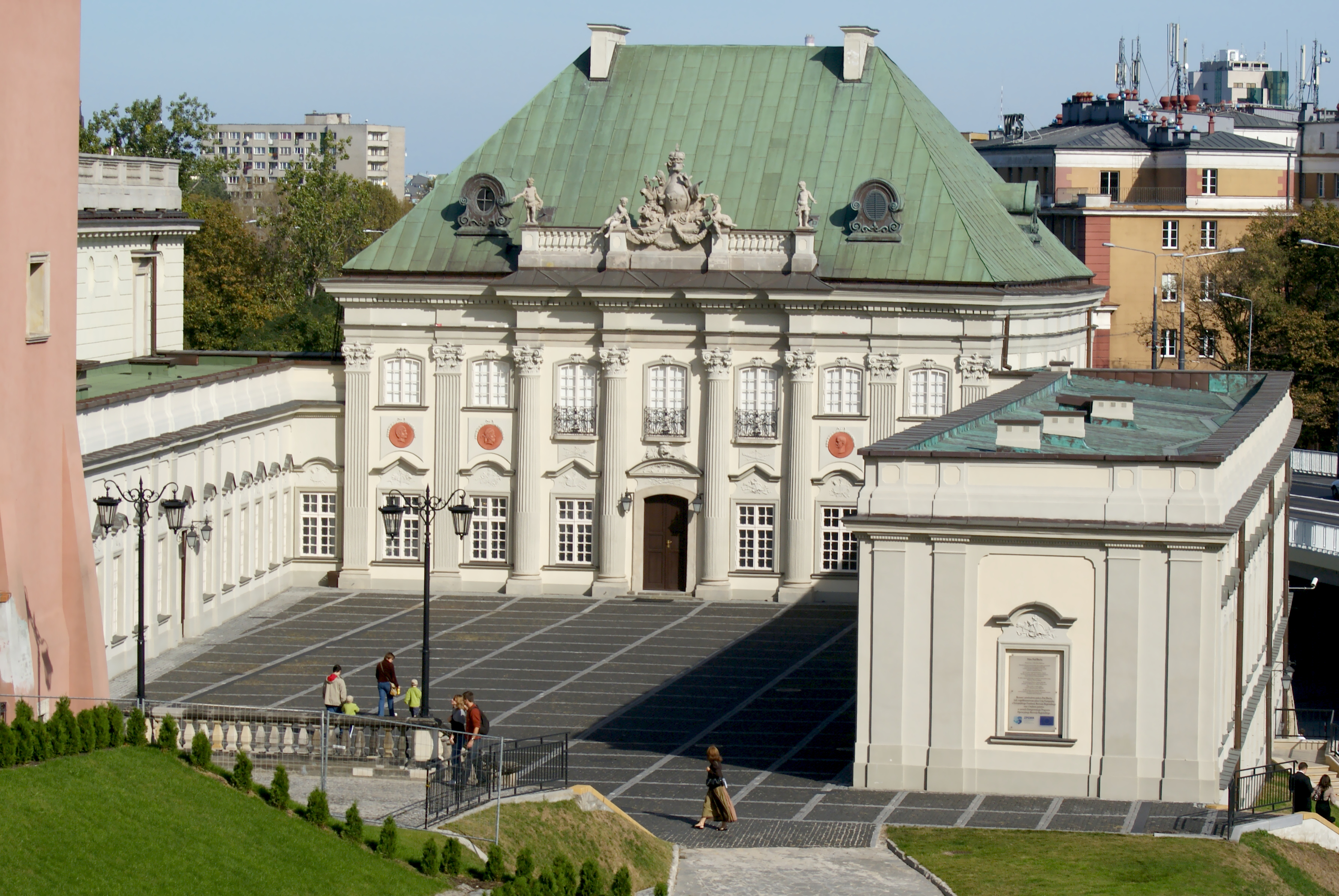
Здание Королевской библиотеки

В 1780—1784 годах для нужд библиотеки было построено новое помещение, которое прилегало к северному крылу дворца «Под бляхой». Интерьер библиотеки спроектировал королевский архитектор итальянского происхождения Доминико Мерлини. Здание было 56 метров в длину и 9 метров в ширину. С северной стороны здание имело 15 окон. На крыше здания находилась смотровая терраса. Король и его гости выходили на террасу с Зала Каналетто.
После смерти короля владельцем сборов, как тех, которые находились в здании королевской библиотеки, так и из собраний в библиотеках других королевских резиденций, таких как Козенице и Лазенки, стал князь Юзеф Понятовский. В 1803 или в 1809 в библиотеке насчитывалось 158 тысяч томов (по другим данным 15 580 томов), а также астрономические и математические инструменты, медали (54 тысячи штук), минералы и памятники древности, которые на сумму 25 тысяч злотых приобрёл Тадеуш Чацкий. Всё это было перевезено в Кременец в библиотеку Кременецкого коллегиума. После закрытия коллегиума в 1834 году, сборы библиотеки коллегиума, вместе со сборами библиотеки Понятовского были вывезены в Киев, где они стали основой для библиотеки Киевского императорского университета святого Владимира.
Королевская библиотека является единственным зданием с комплекса Королевского замка, которое уцелело во времена Второй мировой войны, а в её интерьерах сохранились оригинальные архитектурные украшения.

## Библиотечные сборы

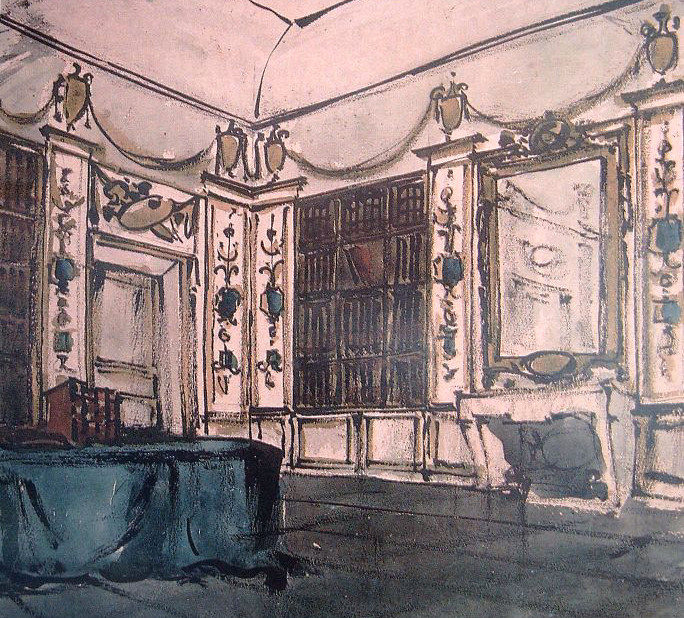
Рисунок библиотеки Станислава Августа Понятовского. J. Łojek Stanisław August Poniatowski i jego czasy

Понятовский являлся библиофилом, любителем искусства и меценатом литературы. Кроме книг, он собирал картины, монеты и медали, астрономические и метеорологические устройства. В течение 31 года своего правления, Понятовский систематически увеличивал сборы, приобретая книги и рукописи исторической и географической тематики, покупая карты, атласы и глобусы. Коллекцию увеличивали подарки, покупки и постоянные подписки. Стоимость собранных книг, после смерти короля, оценивалась в 222 354 злотых.
На момент основания библиотеки в 1778 году, сборы насчитывали около 5 тысяч томов. В 1783 году, когда библиотека была перенесена во дворец «Под бляхой», количество книг насчитывалось около 7,5 тысяч томов; в 1793 году — около 13 тысяч томов, а в конце существования библиотеки в 1795—1798 годах количество книг составляло 15—20 тысяч томов. Это были книги в большинстве своём на иностранных языках, по содержанию их можно было разделить на три части: философия, художественная литература и история. Большая часть книг имела переплёты. Эти переплёты были выполнены из кож, окрашенных в бронзовый, красный или зелёный цвет, украшены ажурными рамками с тиснением золотом, с расположенным в центре королевским гербом, который являлся одновременно суперэкслибрисом.
Особый отдел составлял сбор альбомов, который насчитывал 30 000 гравюр и рисунков в 596 томах, а также несколько сотен томов из коллекции исторических и историко-литературных рукописей. Станислав Август обладал также сборами, расположенными в других королевских резиденциях: например, в Лазенках, где находилось 2128 томов или в Козенице, где было 349 томов, в основном художественной литературы: поэзия, описания путешествий, романы и повести.

## Библиотекари
Первым библиотекарем Библиотеки Станислава Августа был француз Жозеф Дюгамель. В 1766—1790 годах этот пост занимал Марек Людвик Ревердил, который в 1783 году создал первый библиотечный каталог сборов. После его смерти, в 1790 году функцию библиотекаря исполнял Ян Баптист Альбертранди. Он оставил новый систематический каталог, который содержал 14 500 единиц, разделённых на десять разделов.

## Архив
Станислав Август делал записи своих разговоров с высокопоставленными гостями. Стенографисты, в течение нескольких десятков лет, составили много документов о его правлении. Архив находился в Королевском замке в Варшаве, а его хранителем был Кристиан Вильгельм Фризе, а после него, с середины 1794 года, епископ Иоанн Альбертранди. Архив Станислава Августа состоял из около тысячи переплетённых книг, связки бумаг, пакетов и т.д. После отъезда Станислава Августа в январе 1795 года в Петербург, архив был разделён на четыре части:
- Первая часть — около 100 томов было отправлено в Петербург, где российские архивисты дали сбору ошибочное название «Архивы Польского Королевства». Согласно Рижскому мирному договору 1921 года, советская власть вернула этот сбор Польше.
- Вторая часть — 152 папки и 133 тома рукописей получил от короля Тадеуш Чацкий, а после его смерти сбор оказался у Адама Ежи Чарторыйского и сейчас находится в Музее Чарторыйских в Кракове.
- Третья часть — 372 тома документов получил на сохранение Мартин Баден. Этот ценный сбор (документы касаются внешней политики) оказался позже в краковской семье Попелов. В 1930 году польское правительство выкупило эти документы и сейчас они находятся в Главном Архиве Древних Актов в Варшаве.
- Четвёртая часть содержит документы, касающиеся первых десяти лет правления Станислава Августа. Документы были вывезены из Польши Станиславом Понятовским в 1804 году, и их дальнейшая судьба неизвестна[8].